# Digitaria phaeotricha
Digitaria phaeotricha är en gräsart som först beskrevs av Emilio Chiovenda, och fick sitt nu gällande namn av Robyns. Digitaria phaeotricha ingår i släktet fingerhirser, och familjen gräs. Inga underarter finns listade i Catalogue of Life.